# Canonichesse premostratensi

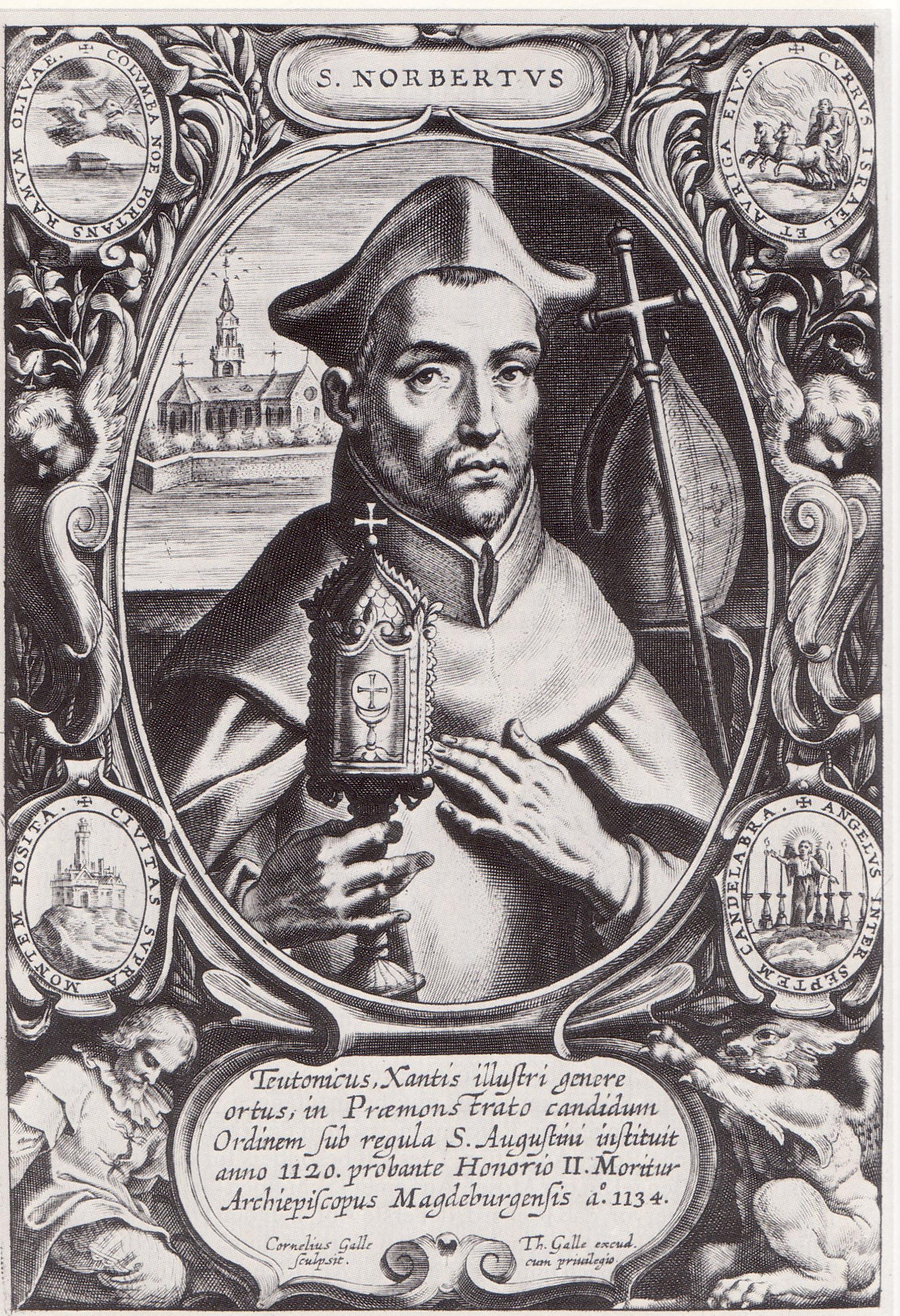
San Norberto, fondatore dell'ordine: incisione di Philip Galle (1622)

Le canonichesse premostratensi, o norbertine (dal nome del fondatore, san Norberto), sono religiose di voti solenni, di clausura, dedite a vita contemplativa.

## Storia
Il ramo femminile dell'ordine premostratense sorse parallelamente a quello dei canonici, fondato da san Norberto: di nobile nascita, già cappellano presso le corti di Federico di Carinzia, arcivescovo di Colonia, e dell'imperatore Enrico V, attorno al 1115 Norberto decise di abbandonare ogni mondanità e di consacrarsi interamente alla predicazione itinerante.
Come nel caso di numerosi altri predicatori apostolici del tempo, il suo apostolato attirò anche numerose donne e quando, nel 1120, Norberto decise di stabilirsi con i suoi seguaci a Prémontré, presso Laon, si preoccupò di trovare una dimora anche per le discepole. Egli stesso concesse il velo a Ricuera, ritenuta la prima religiosa dell'ordine.
I primi monasteri premostratensi erano doppi (sia maschili che femminili); le canonichesse vivevano in edifici loro riservati all'interno delle mura del complesso monastico ed erano rette da una priora sottoposta all'autorità dell'abate; non emettevano voti ed erano destinate alle faccende domestiche. I primi statuti dell'ordine, promulgati sotto il governo di Ugo di Fosses nel 1131, regolavano la vita delle monache ai capitoli LXXV-LXXXII.
Attorno al 1140, sotto l'influsso di una tendenza che portava alla separazione dei religiosi maschi dalle femmine, un capitolo presieduto da Ugo di Fosses approvò la soppressione dei cenobi doppi e adottò il principio della separazione dei monasteri (anche se in Germania alcuni sopravvissero fino al 1803).
Papa Innocenzo IV nel 1247 approvò le nuove regole redatte nel 1240 dai premostratensi per le canonichesse: le premostratensi divennero definitivamente religiose di voti solenni, dedite a vita contemplativa e che si occupavano, in clausura, di studio e di varie attività manuali. Fino al XX secolo i religiosi del ramo maschile e quelle del ramo femminile costituirono un unico ordine: solo nel 1945 vennero elaborate costituzioni proprie per le canonichesse, pubblicate nel 1946.
Alla fine del 2005, le canonichesse Premostratensi erano 106 e possedevano 7 monasteri.